# Arqamani
Arqamani (auch Ergamenes II.) war ein nubischer König, der um 200 v. Chr. regierte.

## Belege
Arqamani ist vor allem von seiner Bautätigkeit bekannt. In ad-Dakka errichtete er eine kleine Kapelle. Er erscheint auf dem Tempel auf Philae und in einer Inschrift im Tempel von Kalabscha.
Arqamani erbaute seine Pyramide Beg N7 in Meroe, wo er sicherlich auch begraben wurde. Der Bau besteht aus der eigentlichen Pyramide und einer Kapelle, die davor gebaut ist. Diese Kapelle war reich mit Reliefs dekoriert. Die Grabkammer konnte über eine lange Treppe erreicht werden. Der unterirdische Teil des Grabes besteht aus drei Räumen. Die ersten beiden sind jeweils mit zwei Pfeilern dekoriert. Der letzte Raum ist die Grabkammer.
In der Grabkammer findet sich auch ein steinerner Sockel für den Sarg. Er ist mit den Darstellungen ägyptischer Gottheiten wie Isis, Nephthys, Anubis und Horus, auf einem Bett liegend, dekoriert. Hier finden sich auch die ersten Schriftbelege, die man als meroitisch bezeichnen kann, obwohl diese Zeichen noch eher unbeholfen wirken und die meisten Beischriften zu den Figuren in ägyptischen Hieroglyphen geschrieben sind. Die Grabkammer war schon stark beraubt, als man sie fand.
Im Tempel von Musawwarat es Sufra erscheint ein Prinz mit dem Namen Arka. Es ist vermutet worden, dass es sich hier um Arqamani handelt. Er wäre demnach der Sohn und wohl auch Nachfolger von Arnekhamani.
Die Bautätigkeit von Arqamani in Unternubien bezeugt, dass er dieses Gebiet beherrschte, was eventuell damit in Verbindung steht, dass in dieser Zeit in Oberägypten ein Gegenkönig (Hor-wennofer) unter Ptolemaios IV. herrschte, so dass die ptolemäischen Könige keinen Zugriff auf Unternubien mehr hatten.

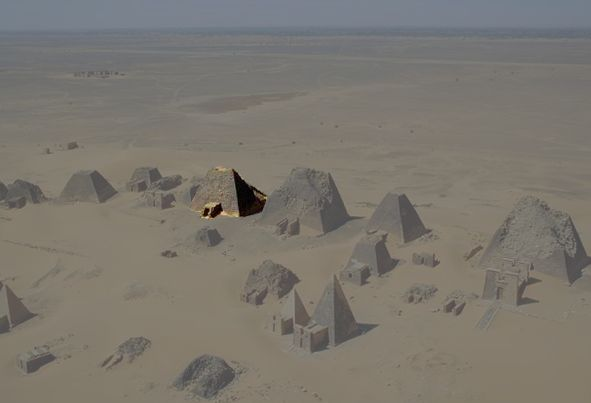
Pyramide N7 von Arqamani ist hervorgehoben
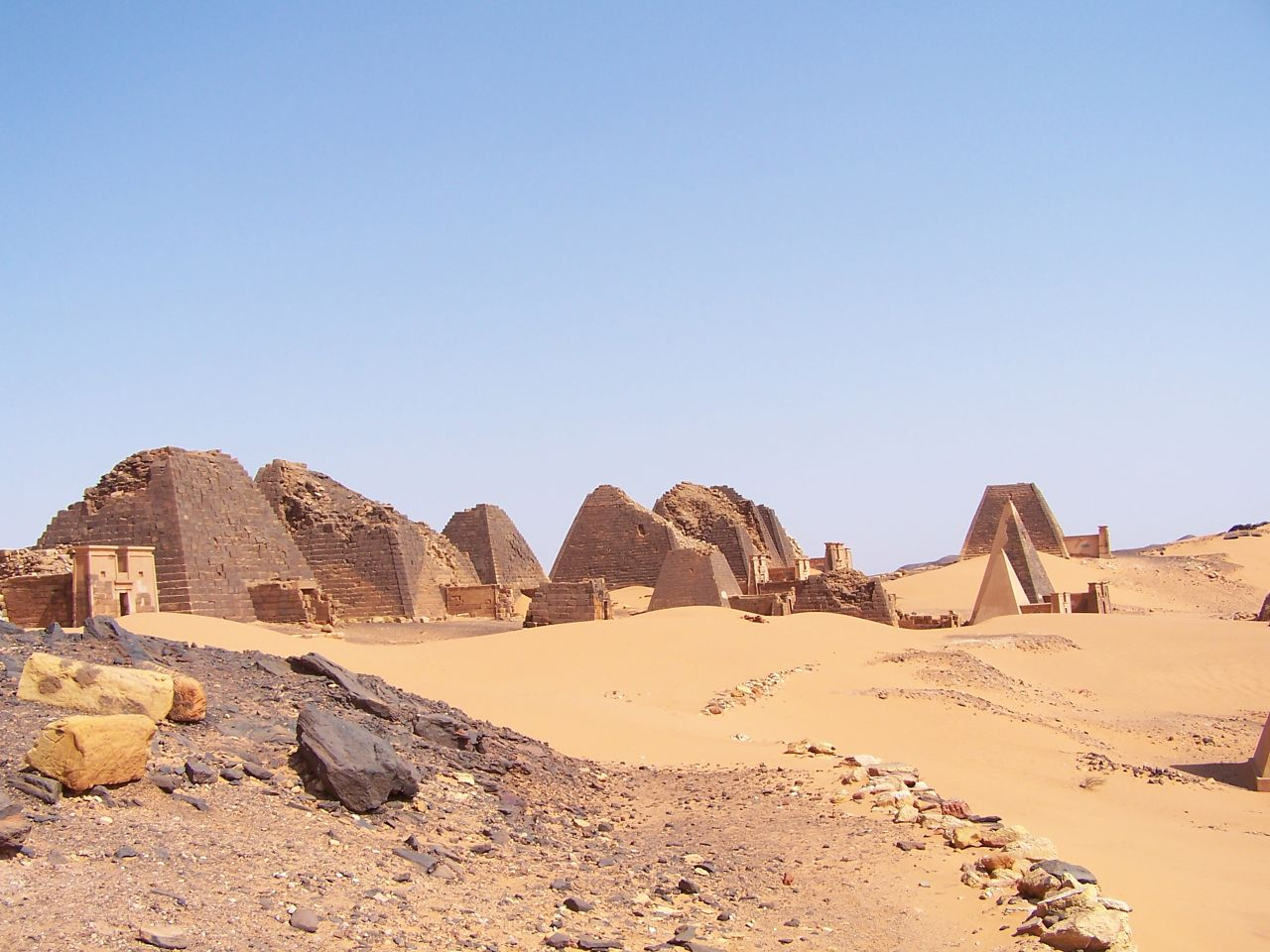
Pyramide N7 (erster Pyramidenkörper von links)
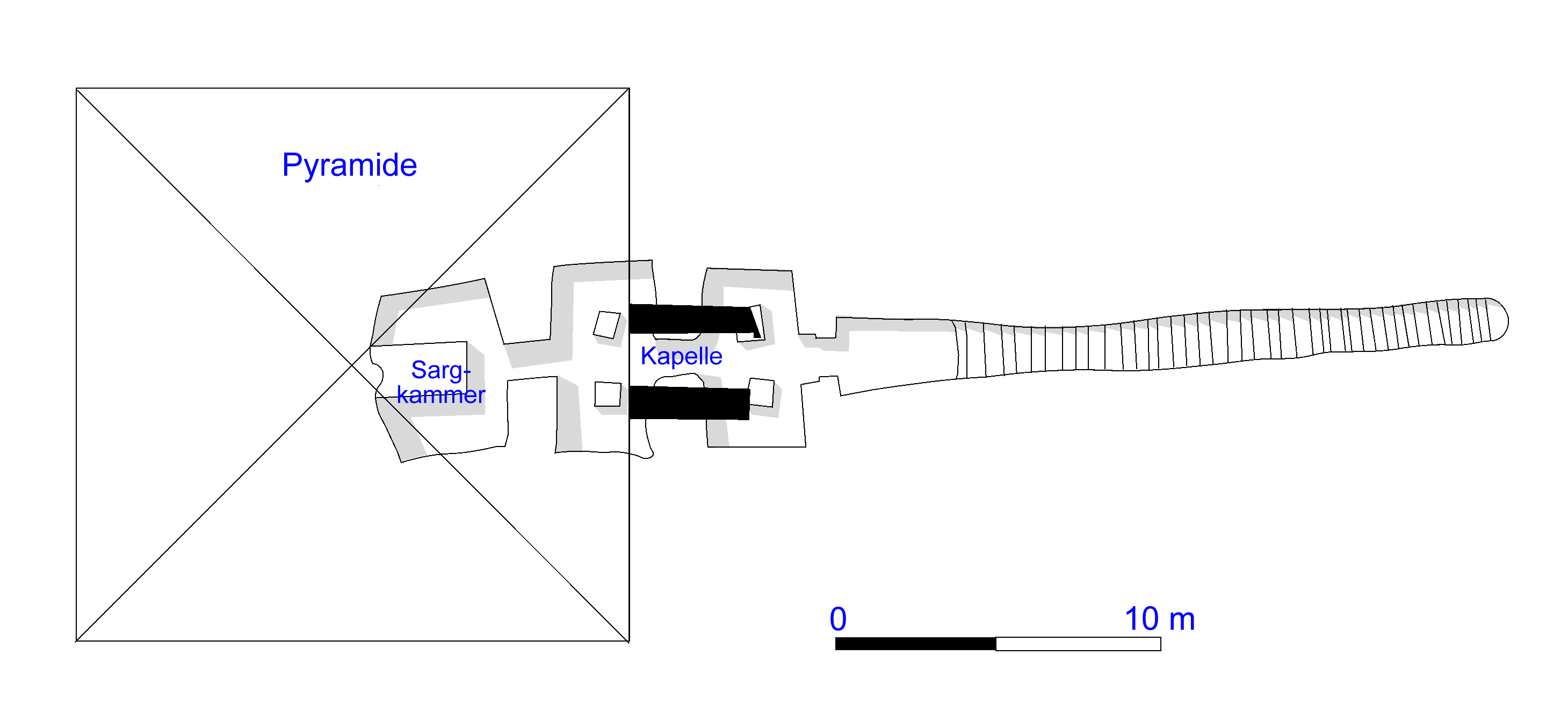
Pyramide N7; Plan

## Titel
- Thronname: Djeretanchamun
- Eigenname: Arqamani (auch Mekletek)
- Horusname: Djeretnetjerenperef und Kaschynetjercheper